# En el pozo María Luisa
En el pozo María Luisa, también conocida como Santa Bárbara bendita, es un himno popular, especialmente emblemático en los valles mineros asturianos y leoneses de la Montaña Leonesa.
El Pozo María Luisa se encuentra en Langreo (Asturias), donde en 1949 murieron 17 mineros en una explosión de grisú.
La letra habla de un minero lleno de sangre que le relata a su mujer (Maruxina) un accidente en el que han muerto varios compañeros en el Pozo María Luisa de Ciaño (Langreo). El carbón de hulla se explota en Asturias y León desde el siglo XVIII y pronto se convirtió en un pilar económico fundamental en la provincia, sobre todo en las Cuencas Mineras, hasta bien entrado el siglo XX. Los desastres en el interior de los pozos inspiran desde antaño obras de teatro, poesías, películas y canciones populares en la zona. Por otra parte, Santa Bárbara es considerada la patrona de los mineros.
Actualmente es común escuchar la canción en fiestas, homenajes e incluso actos oficiales, estando fuertemente arraigada en la cultura popular. 
Ha sido versionada por numerosos artistas (Nuberu, Nacho Vegas, Coro Minero de Turón, Sara French Quintette, Gibelurdinek, El Violinista del Amor y los pibes que miraban...)

## Letra
| En castellano: En el pozo María Luisa, tranlaralará, tranlará. murieron cuatro mineros. Mira, mira Maruxina mira, mira como vengo yo. murieron cuatro mineros. Mira, mira Maruxina mira, mira como vengo yo. Traigo la camisa roja tranlaralará, tranlará. de sangre de un compañero. Mira, mira Maruxina mira, mira como vengo yo. de sangre de un compañero. Mira, mira Maruxina mira, mira como vengo yo. Traigo la cabeza rota, tranlaralará, tranlará. que me la rompió un costero. Mira, mira Maruxina mira, mira como vengo yo. que me la rompió un barreno. Mira, mira Maruxina mira, mira como vengo yo. Santa Bárbara bendita, tranlaralará, tranlará. Patrona de los mineros. Mira, mira Maruxina mira, mira como vengo yo. Patrona de los mineros. Mira, mira Maruxina mira, mira como vengo yo. Mañana son los entierros, tranlaralará, tranlará, tranlará, de esos pobres compañeros, Mira, mira Maruxina mira, mira como vengo yo. de esos pobres compañeros, Mira, mira Maruxina mira, mira como vengo yo. | ; En asturiano: Nel pozu María Luisa, trianlará lará, trianlará. Nel pozu María Luisa, trianlará lará, trianlará. Morrieron cuatro mineros, mira, mira Maruxina, mira mira como vengo yo. Morrieron cuatro mineros, mira, mira Maruxina, mira mira como vengo yo. Santa Bárbara bendita, trianlará lará, trianlará. Santa Bárbara bendita, trianlará lará, trianlará. Patrona de los mineros, mira, mira Maruxina, mira, mira como vengo yo. Patrona de los mineros, mira, mira Maruxina, mira, mira como vengo yo. Patrona de los mineros, mira, mira Maruxina, mira mira como vengo yo. Traigo la camisa roxa, trianlará lará, trianlará. Traigo la camisa roxa, trianlará lará, trianlará. De sangre d'un compañeru, mira, mira Maruxina, mira mira cómo vengo yo. De sangre d'un compañeru, mira, mira Maruxina, mira, mira cómo vengo yo. Traigo la cabeza rota, trianlará lará, trianlará. Traigo la cabeza rota, trianlará lará, trianlará. Que me la rompió un costeru, mira, mira Maruxina, mira, mira cómo vengo yo. Que me la rompió un costeru, mira, mira Maruxina, mira mira cómo vengo yo. |

## Nas minas de São João
En Alentejo, Portugal se canta en ciertas ocasiones una canción que se atribuye a los mineros alentejanos de Aljustrel. Su título es Nas minas de São João, aunque también se la conoce simplemente como Hino dos mineiros alentejanos.
Nas minas de São João

due due due due due, due due due

due due due due due, due due due

morreram quatro mineiros.

Vê lá, vê lá companheiro, vê lá

vê lá companheiro, vê lá

vê lá, como venho eu.
Eu trago a cabeça rota

due due due due due, due due due

due due due due due, due due due

por cair uma barrena.

Vê lá, vê lá companheiro, vê lá

vê lá companheiro, vê lá

vê lá, como venho eu.
Eu trago a camisa roxa

due due due due due, due due due

due due due due due, due due due

do sangue dos companheiros.

Vê lá, vê lá companheiro, vê lá

vê lá companheiro, vê lá

vê lá, como venho eu.
Ó Senhora Santa Bárbara,

due due due due due, due due due

due due due due due, due due due

padroeira dos mineiros.

Vê lá, vê lá companheiro, vê lá

vê lá companheiro, vê lá

vê lá, como venho eu.
Lo curioso es que en portugués, roxo significa morado y no rojo, por lo que "traigo la camisa roxa de la sangre de los compañeros" es una afirmación rara. Eso una vez que la sangre fresca es bermeja, mientras que la vieja es castaña, pero jamás morada. Es muy probable, pues, que esta canción alentejana provenga de la original astur, y no al revés. Las componentes musicales son muy semejantes.

## La révolte des sardinières
En Bretaña, Francia se canta una versión, que rememora la  Huelga de las sardineras de Douarnenez, en 1924.